# Jackie (film 2010)
Jackie è un film del 2010, diretto da Duniya Soori.

## Colonna sonora
1. Tippu – Shiva Antha Hogutidde
2. Sonu Nigam, Shreya Ghoshal – Eradu Jadeyannu
3. Kailash Kher – Ekka Raja Rani
4. Puneeth Rajkumar, Priya Himesh – Edavatt Aytu
5. Naveen Madhav – Jackie Jackie